# Юнацька збірна Північної Ірландії з футболу (U-16)
Юнацька збірна Північної Ірландії з футболу (U-16) — національна футбольна збірна Північної Ірландії, що складається із гравців віком до 16 років. Також відома як Збірна школярів Північної Ірландії. Керівництво командою здійснює Ірландська футбольна асоціація. Збірна може брати участь у товариських і регіональних змаганнях.
Формує найближчий кадровий резерв для основної юнацької збірної, команди до 17 років, яка може кваліфікуватися на Юнацький чемпіонат Європи з футболу (U-17). До зміни формату юнацьких чемпіонатів Європи у 2001 році саме команда 16-річних функціонувала як одна з основних юнацьких збірних і була учасником відповідної континентальної юнацької першості з футболу, а до 1991 року мала право представляти країну і на чемпіонаті світу U-16.

## Юнацький чемпіонат Європи (U-16)
| Статистика фінальних турнірів | Статистика фінальних турнірів | Статистика фінальних турнірів | Статистика фінальних турнірів | Статистика фінальних турнірів | Статистика фінальних турнірів | Статистика фінальних турнірів | Статистика фінальних турнірів | Статистика фінальних турнірів |                        | Статистика відбору     | Статистика відбору     | Статистика відбору     | Статистика відбору     | Статистика відбору     | Статистика відбору     | Статистика відбору |
| Рік                           | Раунд                         | І                             | В                             | Н                             | П                             | Г+                            | Г-                            | РГ                            | І                      | В                      | Н                      | П                      | Г+                     | Г-                     | РГ                     |                    |
| ----------------------------- | ----------------------------- | ----------------------------- | ----------------------------- | ----------------------------- | ----------------------------- | ----------------------------- | ----------------------------- | ----------------------------- | ---------------------- | ---------------------- | ---------------------- | ---------------------- | ---------------------- | ---------------------- | ---------------------- | ------------------ |
| 1982                          | відмовилися від участі        | відмовилися від участі        | відмовилися від участі        | відмовилися від участі        | відмовилися від участі        | відмовилися від участі        | відмовилися від участі        | відмовилися від участі        | відмовилися від участі | відмовилися від участі | відмовилися від участі | відмовилися від участі | відмовилися від участі | відмовилися від участі | відмовилися від участі |                    |
| 1984                          | відмовилися від участі        | відмовилися від участі        | відмовилися від участі        | відмовилися від участі        | відмовилися від участі        | відмовилися від участі        | відмовилися від участі        | відмовилися від участі        | відмовилися від участі | відмовилися від участі | відмовилися від участі | відмовилися від участі | відмовилися від участі | відмовилися від участі | відмовилися від участі |                    |
| 1985                          | відмовилися від участі        | відмовилися від участі        | відмовилися від участі        | відмовилися від участі        | відмовилися від участі        | відмовилися від участі        | відмовилися від участі        | відмовилися від участі        | відмовилися від участі | відмовилися від участі | відмовилися від участі | відмовилися від участі | відмовилися від участі | відмовилися від участі | відмовилися від участі |                    |
| 1986                          | не кваліфікувалася            | не кваліфікувалася            | не кваліфікувалася            | не кваліфікувалася            | не кваліфікувалася            | не кваліфікувалася            | не кваліфікувалася            | не кваліфікувалася            | 2                      | 0                      | 1                      | 1                      | 0                      | 1                      | –1                     |                    |
| 1987                          | груповий етап                 | 3                             | 0                             | 2                             | 1                             | 2                             | 3                             | –1                            | 2                      | 1                      | 0                      | 1                      | 1                      | 1                      | 0                      |                    |
| 1988                          | не кваліфікувалася            | не кваліфікувалася            | не кваліфікувалася            | не кваліфікувалася            | не кваліфікувалася            | не кваліфікувалася            | не кваліфікувалася            | не кваліфікувалася            | 2                      | 0                      | 1                      | 1                      | 0                      | 2                      | –2                     |                    |
| 1989                          | не кваліфікувалася            | не кваліфікувалася            | не кваліфікувалася            | не кваліфікувалася            | не кваліфікувалася            | не кваліфікувалася            | не кваліфікувалася            | не кваліфікувалася            | 2                      | 0                      | 1                      | 1                      | 1                      | 3                      | –2                     |                    |
| 1990                          | груповий етап                 | 3                             | 1                             | 0                             | 2                             | 3                             | 8                             | –5                            | 2                      | 1                      | 1                      | 0                      | 4                      | 3                      | +1                     |                    |
| 1991                          | не кваліфікувалася            | не кваліфікувалася            | не кваліфікувалася            | не кваліфікувалася            | не кваліфікувалася            | не кваліфікувалася            | не кваліфікувалася            | не кваліфікувалася            | 2                      | 0                      | 0                      | 2                      | 0                      | 4                      | –4                     |                    |
| 1992                          | груповий етап                 | 3                             | 0                             | 1                             | 2                             | 2                             | 6                             | –4                            | 2                      | 1                      | 0                      | 1                      | 3                      | 3                      | 0                      |                    |
| 1993                          | груповий етап                 | 3                             | 0                             | 1                             | 2                             | 3                             | 8                             | –5                            | 2                      | 1                      | 0                      | 1                      | 1                      | 1                      | 0                      |                    |
| 1994                          | не кваліфікувалася            | не кваліфікувалася            | не кваліфікувалася            | не кваліфікувалася            | не кваліфікувалася            | не кваліфікувалася            | не кваліфікувалася            | не кваліфікувалася            | 2                      | 1                      | 0                      | 1                      | 4                      | 5                      | –1                     |                    |
| 1995                          | не кваліфікувалася            | не кваліфікувалася            | не кваліфікувалася            | не кваліфікувалася            | не кваліфікувалася            | не кваліфікувалася            | не кваліфікувалася            | не кваліфікувалася            | 2                      | 1                      | 0                      | 1                      | 1                      | 4                      | –3                     |                    |
| 1996                          | не кваліфікувалася            | не кваліфікувалася            | не кваліфікувалася            | не кваліфікувалася            | не кваліфікувалася            | не кваліфікувалася            | не кваліфікувалася            | не кваліфікувалася            | 2                      | 0                      | 0                      | 2                      | 2                      | 4                      | –2                     |                    |
| 1997                          | груповий етап                 | 3                             | 1                             | 0                             | 2                             | 3                             | 4                             | –1                            | 2                      | 2                      | 0                      | 0                      | 8                      | 2                      | +6                     |                    |
| 1998                          | не кваліфікувалася            | не кваліфікувалася            | не кваліфікувалася            | не кваліфікувалася            | не кваліфікувалася            | не кваліфікувалася            | не кваліфікувалася            | не кваліфікувалася            | 2                      | 1                      | 1                      | 0                      | 1                      | 0                      | +1                     |                    |
| 1999                          | не кваліфікувалася            | не кваліфікувалася            | не кваліфікувалася            | не кваліфікувалася            | не кваліфікувалася            | не кваліфікувалася            | не кваліфікувалася            | не кваліфікувалася            | 4                      | 1                      | 1                      | 2                      | 2                      | 4                      | –2                     |                    |
| 2000                          | не кваліфікувалася            | не кваліфікувалася            | не кваліфікувалася            | не кваліфікувалася            | не кваліфікувалася            | не кваліфікувалася            | не кваліфікувалася            | не кваліфікувалася            | 2                      | 0                      | 1                      | 1                      | 0                      | 2                      | –2                     |                    |
| 2001                          | не кваліфікувалася            | не кваліфікувалася            | не кваліфікувалася            | не кваліфікувалася            | не кваліфікувалася            | не кваліфікувалася            | не кваліфікувалася            | не кваліфікувалася            | 2                      | 0                      | 1                      | 1                      | 1                      | 3                      | –2                     |                    |
| Усього                        | Групий етап                   | 15                            | 2                             | 4                             | 9                             | 13                            | 29                            | –16                           | 34                     | 10                     | 8                      | 16                     | 28                     | 42                     | –14                    |                    |